# Apple A5
El Apple A5 y A5X es un system on a chip (SoC) diseñado por Apple y desarrollado por Samsung para reemplazar a su predecesor el Apple A4. El chip debutó comercialmente en el lanzamiento del iPad 2 de Apple y se incorporó también en la actualización del iPhone 4S sobre el iPhone 4. Es usado ya en la quinta generación de iPod touch. De la misma forma que el Apple A4 primero debutó en el iPad original y después fue usado en el iPhone 4 y en la 4ª generación del iPod touch.
El Apple A5 contiene una CPU dual core ARM Cortex-A9 con acelerador NEON SIMD y GPU dual core PowerVR SGX543MP2. Apple muestra en la página de especificaciones técnicas del iPad 2 que el A5 funciona a una frecuencia de 1 GHz (en el IPhone 4S a 800 MHz), aunque puede ajustar la frecuencia dinámicamente para ahorrar batería.
Apple indica que la CPU es dos veces más potente y la GPU es hasta nueve veces más potente que su predecesor, el Apple A4. Dentro cuenta con 512 MB de RAM DDR2 low-power a una frecuencia de 533 MHz. Se estima que el A5 cuesta un 75% más que su predecesor. Esta diferencia de precio se espera que disminuya cuando la producción aumente.

## Productos que incluyen el Apple A5
- iPad 2 - marzo de 2011
- iPhone 4S - octubre de 2011
- Apple TV - marzo de 2012
- iPad 3 - marzo de 2012 (Variante Apple A5X)
- iPod Touch 5ª generación - octubre de 2012
- iPad Mini - noviembre de 2012